# Roberto (cheval)
Pour les articles homonymes, voir Roberto.
Roberto (1969-1990) est un cheval de course pur-sang anglais. Vainqueur du Derby d'Epsom, il est surtout célèbre pour être le seul cheval à avoir battu Brigadier Gérard.

## Carrière de course
Élevé par son propriétaire, le membre du Hall of Fame John Galbreath, dans son haras Darby Dan Farm à Lexington dans le Kentucky, nommé en hommage au joueur de baseball Roberto Clemente (qui évoluait aux Pittsburgh Pirates, un club qui appartenait à Galbreath), Roberto est envoyé en Irlande chez Vincent O'Brien. Il débute en juillet de ses 2 ans, et enchaîne trois victoires, les Anglesey Stakes puis les National Stakes, à chaque fois de façon impressionnante. La rumeur grandit autour de ce poulain réputé ultra doué, et pourtant il mord la poussière à Longchamp dans le Grand Critérium.
À 3 ans, Roberto fait un retour gagnant dans une préparatoire aux classiques, confié au jockey australien Bill Williamson. Dans les 2000 Guineas, il est battu par High Top d'une demie longueur, mais laisse le peloton à six longueurs derrière. Williamson blessé, Lester Piggott retrouve celui qu'il avait déjà monté à deux ans et le duo enlève à l'arraché le Derby d'Epsom après une lutte acharnée face à Rheingold, futur lauréat du Prix de l'Arc de Triomphe. Même si sa victoire est controversée (une enquête est ouverte pour une gêne provoquée par un Piggott survolté, mais le résultat est maintenu), Roberto semble alors au sommet de sa forme, et il est naturellement le grand favori pour remporter le Derby d'Irlande et devenir le quatrième cheval à faire le doublé des derbys après Orby (1907), Santa Claus (1964) et Nijinsky (1970). Mais Roberto sombre littéralement, terminant douzième, dans le lointain. C'est que le poulain est aussi talentueux qu'insaisissable, capable du meilleur comme du pire s'il n'est pas dans un bon jour. D'ailleurs Lester Piggott le délaisse au profit de Rheingold, qu'il juge plus fiable, dans la perspective d'une revanche annoncée dans la Benson & Hedge Gold Cup. N'ayant plus de jockey, John Galbreath a cette idée folle d'appeler à la rescousse le Panaméen Braulio Baeza, qui avait bien failli lui offrir la Triple Couronne américaine en 1963 avec Chateaugay. Bazea saute dans l'avion, arrive deux jours avant la course, rencontre Roberto le matin même de la réunion et, ce 15 août 1972, se met en selle pour la première fois sur un hippodrome non-américain.
À vrai dire, le match retour entre les deux 3 ans n'est pas vraiment au centre des discussions, relégué par un autre duel, une autre revanche prévue dans cette même course entre deux monstres du turf, Mill Reef et l'invincible Brigadier Gerard. Las, pour la seconde fois cet été-là, Mill Reef jette l'éponge, en proie à des soucis de santé : le match du siècle n'aura jamais lieu. La voie est libre pour Brigadier Gerard, en quête d'un seizième succès en autant de sorties. Baeza sait-il au moins à qui il a affaire ? On ne sait, mais apparemment il ne le craint pas. Et monte Roberto à l'américaine, à fond de train et en espérant que ça tienne jusqu'au poteau. Et ça tient, car le poulain ne cède pas un pouce à l'ombre du géant qui se profile à sa hanche, le pousse, et finit par abandonner la lutte à 50 mètres du poteau. Le record du parcours est tombé, Brigadier Gerard aussi. Après la course, il s'avère qu'il était un peu souffrant. N'empêche que l'impensable s'est produit : le crack a été battu sans discussion, et ce pour la première fois. La dernière aussi.
Ayant infligé sa première défaite au meilleur cheval du monde (ou à l'un des deux, pour ne pas fâcher les admirateurs de Mill Reef), Roberto change de dimension : le génial Baeza est quasiment kidnappé par les Irlandais qui ne veulent plus le laisser partir, et on pardonne au poulain sa carrière en dents de scie. Qui reprend son cours : écrabouillé comme l'année passée par le bien nommé Hard to Beat dans le Prix Niel, il n'existe pas dans le Prix de l'Arc de Triomphe. Ce n'est pas tant que le duel avec Brigadier Gerard l'a éreinté, c'est plutôt que ce cheval est une énigme. Il est fragile aussi. L'année suivante, devant faire sa rentrée à Longchamp dans le Prix Ganay (que remportera Rheingold), il déclare forfait sur blessure. Il réapparaît donc en Irlande, retrouve Piggott (Baeza étant rentré au pays) et prend une deuxième place. Puis revient montrer aux Anglais quel cheval il est en survolant la Coronation Cup. Puis s'éteint encore une fois, dans les King George & Queen Elizabeth Stakes de Dahlia, emportant son secret avec lui puisqu'il ne reparaîtra jamais en course, laissant entière la question de savoir s'il était un phénomène ou juste un excellent poulain vainqueur d'un crack qui, ce jour-là, n'avait pas tous ses moyens. Un peu des deux sans doute, mais quand toutes les conditions étaient réunies (corde à gauche, cheval bien luné et autres alignements de planètes), Roberto était assurément un champion. Le seul, en tout cas, à pouvoir se targuer de n'avoir laissé voir que sa queue au légendaire Brigadier.

### Résumé de carrière
| Date         | Hippodrome   | Pays        | Course                            | Statut      | Distance    | Jockey        | Place       | Écart       | Vainqueur ou deuxième |
| 1971, 2 ans  | 1971, 2 ans  | 1971, 2 ans | 1971, 2 ans                       | 1971, 2 ans | 1971, 2 ans | 1971, 2 ans   | 1971, 2 ans | 1971, 2 ans | 1971, 2 ans           |
| ------------ | ------------ | ----------- | --------------------------------- | ----------- | ----------- | ------------- | ----------- | ----------- | --------------------- |
| 17 juillet   | Curragh      | Irlande     | Maiden                            |             | 1 200 m     | L. Piggott    | 1er         | 3           | Bog Road              |
| 28 août      | Curragh      | Irlande     | Anglesey Stakes                   | Gr. 3       | 1 200 m     | L. Piggott    | 1er / 4     |             | Go Native             |
| 11 septembre | Curragh      | Irlande     | National Stakes                   | Gr. 2       | 1 400 m     | L. Piggott    | 1er / 9     |             | Tall Dream            |
| 10 octobre   | Longchamp    | France      | Grand Critérium                   | Gr. 1       | 1 600 m     | L. Piggott    | 4e / 6      | 4 ¾         | Hard to Beat          |
| 1972, 3 ans  |              |             |                                   |             |             |               |             |             |                       |
| 1er avril    | Phoenix Park | Irlande     | Vauxhall Trial Stakes             | Gr. 3       | 1 400 m     | W. Williamson | 1er / 7     |             | Flair Path            |
| 29 avril     | Newmarket    | Royaume-Uni | 2000 Guineas                      | Gr. 1       | 1 600 m     | W. Williamson | 2e / 12     | 1/2         | High Top              |
| 7 juin       | Epsom        | Royaume-Uni | Derby                             | Gr. 1       | 2 400 m     | L. Piggott    | 1er / 22    | cte tête    | Rheingold             |
| 1er juillet  | Curragh      | Irlande     | Irish Derby                       | Gr. 1       | 2 400 m     | J. Wilson     | 12e / 14    |             | Steel Pulse           |
| 15 août      | York         | Royaume-Uni | Benson & Hedge Gold Cup           | Gr. 1       | 2 080 m     | B. Baeza      | 1er / 5     | 3           | Brigadier Gérard      |
| 10 septembre | Longchamp    | France      | Prix Niel                         | Gr. 2       | 2 400 m     | B. Baeza      | 2e / 4      | 4 ¾         | Hard to Beat          |
| 8 octobre    | Longchamp    | France      | Prix de l'Arc de Triomphe         | Gr. 1       | 2 400 m     | B. Baeza      | 7e / 19     | 6           | San San               |
| 1973, 4 ans  |              |             |                                   |             |             |               |             |             |                       |
| 7 mai        | Leopardstown | Irlande     | Nijinsky Stakes                   |             | 2 000 m     | L. Piggott    | 2e          |             | Ballymore             |
| 5 juin       | Epsom        | Royaume-Uni | Coronation Cup                    | Gr. 1       | 2 400 m     | L. Piggott    | 1er / 5     | 5           | Attica Meli           |
| 28 juillet   | Ascot        | Royaume-Uni | King George & Queen Elizabeth St. | Gr. 1       | 2 400 m     | L. Piggott    | 11e / 12    |             | Dahlia                |

## Au haras
Imprévisible sur les pistes, Roberto fut a contrario un étalon très fiable depuis son haras natal Darby Dan Farm. Il a donné d'excellents compétiteurs, à l'image de Sunshine Forever (lauréate du Washington, D.C. International, du Turf Classic et des Man o'War Stakes, deuxième de la Breeders' Cup Turf et élue jument d'âge de l'année sur le gazon aux États-Unis en 1988), de Touching Wood (auteur du doublé St Leger / Irish St Leger et deuxième du Derby) ou de At Talaq (Grand Prix de Paris, Melbourne Cup). Il est aussi l'ascendant de deux très grandes poulinières, père de mère de la célèbre Mariah's Storm, mère de Giant's Causeway entre autres, et via sa fille Sookera (Cheveley Park Stakes), mère de la deuxième mère de Hasili. Mais Roberto est surtout un remarquable père d'étalons, ses fils ayant essaimé des champions depuis les États-Unis jusqu'au Japon, en passant par l'Europe. Parmi eux on peut citer : 
- Kris S - père de cinq lauréats de Breeders' Cup, de Symboli Kris S (deux fois cheval de l'année au Japon) et père de mère de la grande Zenyatta ;
- Brian's Time : Florida Derby, 2e Preakness Stakes, 3e Belmont Stakes - père de deux chevaux de l'année au Japon, Narita Brian et Mayano Top Gun ;
- Real Shadai : 2e Prix du Jockey Club - tête de liste des étalons japonais en 1993 ;
- Lear Fan : Prix Jacques Le Marois - père de la championne Ryafan, du Hongkongais Good Ba Ba et père de mère du grand étalon Kitten's Joy ;
- Et aussi Dynaformer, Silver Hawk ou Red Ransom, chacun père d'une quinzaine de vainqueurs de groupe 1 ;

Roberto disparaît le 2 août 1988, il est enterré à Darby Dan Farm.

## Origines
Roberto est un fils de l'Américain Hail To Reason, qui fut un formidable 2 ans, courant rien moins que 18 fois à cet âge, pour 9 victoires dont les Youthful Stakes, les Great American Stakes et les Hopeful Stakes, et un titre de champion des 2 ans en 1960. Victime d'une blessure, il ne se produisit pas à 3 ans mais devint un excellent reproducteur, tête de liste des étalons américains en 1970. Il est l'auteur notamment du grand étalon Halo (deux fois tête de liste aux États-Unis, père de Coup de Folie et surtout du grand Sunday Silence), de Bold Reason (le père de mère de Sadler's Wells) ou encore de Personality, cheval de l'année aux États-Unis en 1970.
Bramalea, la mère de Roberto, était une excellente jument, lauréate des Coaching Club American Oaks et du Gazelle Handicap en 1962. Outre Roberto, elle a donné sa propre sœur Glorious Spring, à son tour mère de Low Tolerance (Proud Truth), placé de groupe 2 outre-Atlantique, et son propre frère Mullineaux, qui fut jugé digne de participer aux Belmont Stakes et termina sa vie comme étalon en Afrique du Sud. La troisième mère de Roberto est la sœur d'un drôle de vainqueur de Kentucky Derby, Brokers Tip, qui remporta la course d'un nez en 1933 après une bagarre, au sens propre du terme, entre son jockey et celui de son dauphin Head Play, qui eut lieu jusqu'au poteau. Brokers Tip est en outre le seul vainqueur de Derby n'ayant remporté aucune autre course que celle-là, et ce en quatorze tentatives. Leur mère, Bleebok, était une fille de la Française Forteresse, importée aux États-Unis dans les années 30.

### Pedigree
| Origines de Roberto (USA), mâle bai né en 1969 | Origines de Roberto (USA), mâle bai né en 1969 | Origines de Roberto (USA), mâle bai né en 1969 | Origines de Roberto (USA), mâle bai né en 1969 |
| ---------------------------------------------- | ---------------------------------------------- | ---------------------------------------------- | ---------------------------------------------- |
| Père Hail To Reason                            | Turn-to                                        | Royal Charger                                  | Nearco                                         |
| Père Hail To Reason                            | Turn-to                                        | Royal Charger                                  | Sun Princess                                   |
| Père Hail To Reason                            | Turn-to                                        | Source Sucree                                  | Admiral Drake                                  |
| Père Hail To Reason                            | Turn-to                                        | Source Sucree                                  | Lavendula                                      |
| Père Hail To Reason                            | Nothirdchance                                  | Blue Swords                                    | Blue Larkspur                                  |
| Père Hail To Reason                            | Nothirdchance                                  | Blue Swords                                    | Flaming Swords                                 |
| Père Hail To Reason                            | Nothirdchance                                  | Galla Colors                                   | Sir Gallahad III                               |
| Père Hail To Reason                            | Nothirdchance                                  | Galla Colors                                   | Rouge et Noir                                  |
| Mère Bramalea                                  | Nashua                                         | Nasrullah                                      | Nearco                                         |
| Mère Bramalea                                  | Nashua                                         | Nasrullah                                      | Mumtaz Begum                                   |
| Mère Bramalea                                  | Nashua                                         | Segula                                         | Johnstown                                      |
| Mère Bramalea                                  | Nashua                                         | Segula                                         | Sekhmet                                        |
| Mère Bramalea                                  | Rarelea                                        | Bull Lea                                       | Bull Dog                                       |
| Mère Bramalea                                  | Rarelea                                        | Bull Lea                                       | Rose Leaves                                    |
| Mère Bramalea                                  | Rarelea                                        | Bleebok                                        | Blue Larkspur                                  |
| Mère Bramalea                                  | Rarelea                                        | Bleebok                                        | Forteresse (famille 12-c)                      |